# Yema

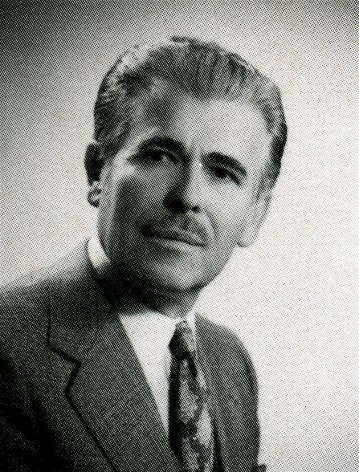
Henry Louis Belmont, fondatore della Yema

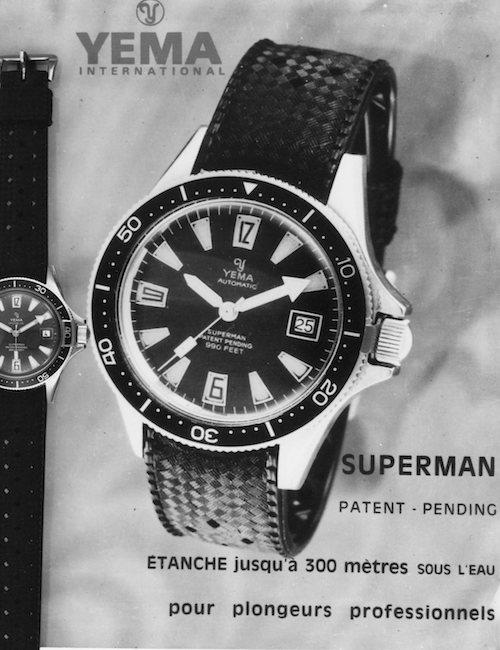
Yema Superman, 1963

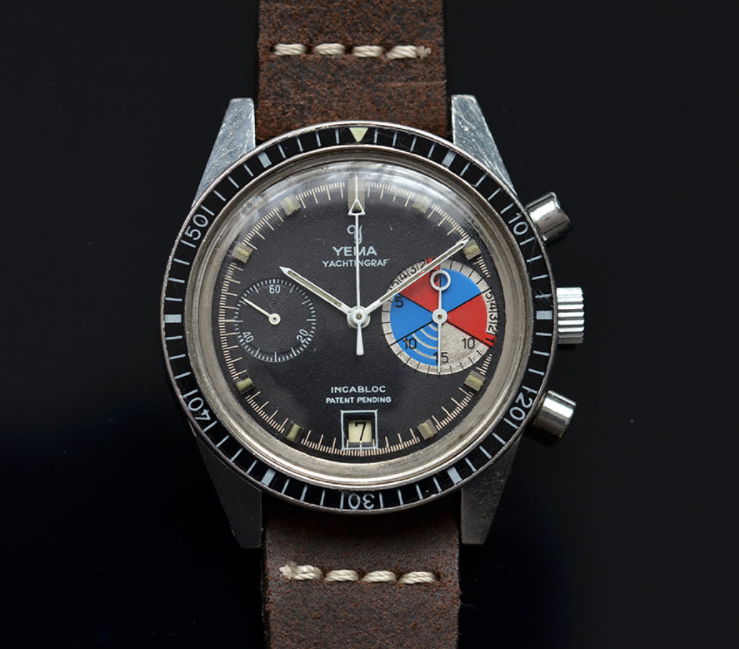
Yema Yachtingraf, 1967

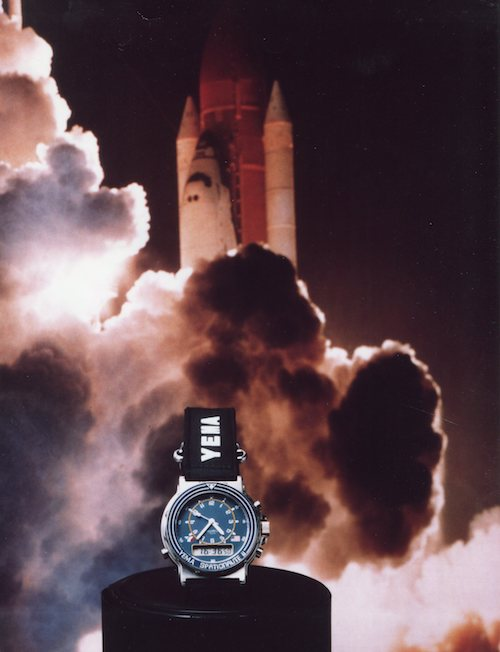
Yema Spationaute II

Yema è un'azienda francese dedita alla produzione di orologi, fondata nel 1948 da Henry Louis Belmont a Besançon nel dipartimento di Doubs. Il marchio è controllato dalla Montres Ambre di Morteau.

## Storia
La società venne fondata nel 1948 a Besançon.
Nel 1952, Yema immette nel mercato la sua prima serie di cronografi automatici prodotti nella Franca Contea.  Dal 1953, questa azienda è stata una delle prime a offrire orologi che potevano essere utilizzati in immersioni subacquee fino a 20atm, in particolare con il modello Sous-Marine del 1956.  Del 1963 è il Superman, uno dei primi a garantire un'impermeabilità fino a 30atm, che resta ancor oggi in produzione come uno dei modelli di punta.  Nel 1958 l'azienda si espande con successo nei mercati statunitense e canadese, e in riconoscimento le viene consegnato un "Oscar dell'esportazione" da Antoine Pinay, all'epoca ministro delle finanze. 
Nel 1982, il fondatore Henry Louis Belmont cede la società al figlio John, che a sua volta decide di vendere alla Matra.
Sempre nel 1982, lo Spationaute I viene indossato da Jean-Loup Chrétien, il primo europeo occidentale ad andare nello spazio, a bordo della Saljut 7. Con questo modello Yema diventa fornitore ufficiale del CNES.  Nel 1985, lo Spationaute II è al polso di Patrick Baudry durante la missione STS-51-G dello Space Shuttle, e la terza incarnazione, lo Spationaute III torna nello spazio nuovamente con Jean-Loup Chrétien, questa volta a bordo della Mir.

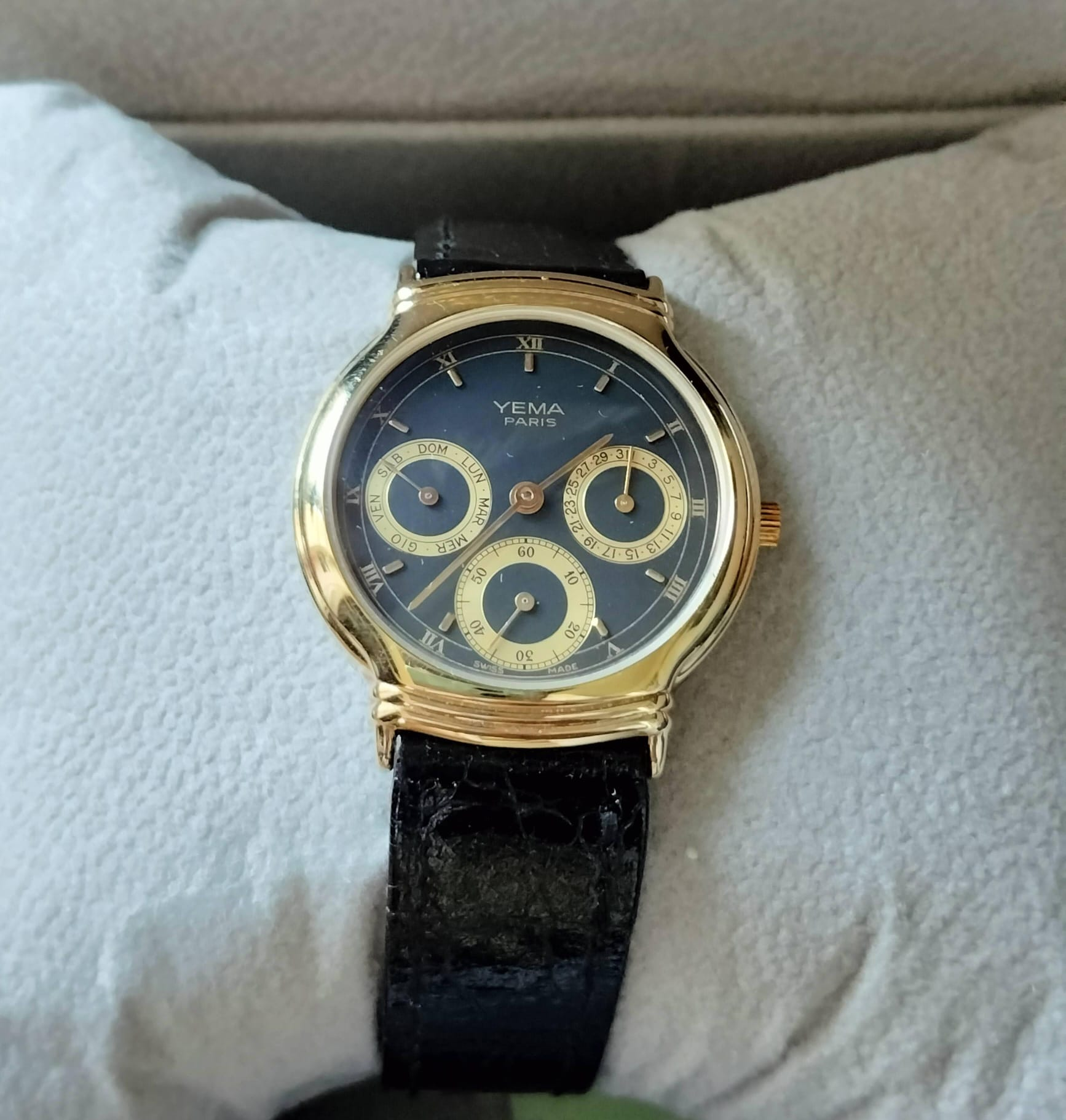
Yema day-date al quarzo placcato oro

Nel 1986 e 1987 Yema equipaggia due spedizioni polari con i modelli North Pole e Odyssée. Cassa in titanio, complicazione bussola e proprietà antimagnetiche ne assicurano la funzionalità nel clima estremo.
Nel 2004 la società torna brevemente indipendente come Yema Maison Horlogère Française, ma già nel 2009 viene riacquistata dal gruppo Montres Ambre di Morteau.
Nel 2017 Yema dà avvio ad una nuova collaborazione con il CNES, grazie alla quale torna nello spazio con il modello Spacegraf al polso di Thomas Pesquet.Il legame con l'esercito francese viene rinsaldato con la creazione di nuovi orologi per la marina e l'aeronautica francese.